# Almaz (album)
Pour les articles homonymes, voir Almaz (homonymie).
Albums de Mahmoud Ahmed
Alèmyé
(1974)
Almaz (en amharique : እልማዝ, signifiant en français « diamant ») est le premier album du chanteur éthiopien Mahmoud Ahmed paru en novembre 1973 sur le label Amha Records. Avec le succès et la redécouverte en Occident du « groove éthiopien » sous l'impulsion de la collection Éthiopiques du label français Buda Musique consacré à la musique éthiopienne, il est réédité le 10 août 1999.

## Historique
Almaz — qui est un prénom féminin éthiopien signifiant « diamant » — est le premier de Mahmoud Ahmed publié en 1973 (à l'exception des deux derniers titres qui furent publiés dès décembre 1971 en 45 tours) avec l'Ibex Band. Après le succès à la fin des années 1990 de la collection Éthiopiques du label Buda Musique dirigé par Francis Falceto les enregistrements sont restaurés, remasterisés, et réédités sous le volume 6 de la collection.

## Titres de l'album
| Édition originale Amha Records de 1973 Face A Face B | Réédition Éthiopiques-Buda Musique volume 6 de 1999 1. Almaz men eda nèw (« Almaz, pourquoi cette idée fixe ? ») - 4:05 2. Asha gèdawo (« Ouf ! ») - 5:25 3. Tchebo aymolam (« Taille fine ») - 3:03 4. Feqer endègèna (« Renouveau de l'amour ») - 6:16 5. Ambassel (« Ambassel ») - 7:51 6. Zèmèdié (« De ma famille ») - 3:43 7. Kulun mankwalèsh (« Qui t'a mis du khôl sur les yeux ? ») - 6:01 8. Mèla mèla (« Solution, solution ») - 5:30 9. Antchiyé (« Toi ») - 5:54 10. Nafqot nèw yègodagn(« Manquer de toi me fait souffrir ») - 3:21 11. Yasdestal (« Transporté, tout en joie ») - 3:07 |

## Musiciens ayant participé à l'album
Tous les titres, paroles et musiques, sont écrits par Mahmoud Ahmed, certains à partir de musiques traditionnelles éthiopiennes, à l'exception de Nafqot nèw yègodagn coécrit avec Ali Birra. Les musiciens qui ont joué sur l'album Erè Mèla Mèla enregistré en 1975/1978 sont les membres de l'Ibex Band.

## Réception critique
Chris Nickson lui a donné une note de 4/5 pour AllMusic.